# Aphrastura subantarctica
Aphrastura subantarctica е вид птица от семейство Furnariidae.

## Разпространение
Видът е ендемичен за островите Диего Рамирес, малък архипелаг в най-южната част на Чили.